# Terragnolo
Terragnolo (cimbri Leimtal) és un municipi italià, dins de la província de Trento. És habitat per la minoria germànica dels cimbris. L'any 2007 tenia 777 habitants. Limita amb els municipis de Folgaria, Laghi (VI), Posina (VI), Rovereto, Trambileno i Vallarsa.

## Administració
| Període | Identitat     | Partit        |
| ------- | ------------- | ------------- |
| 2008-   | Danilo Gerola | Llista cívica |